# Франко-онтарийский университет
Университе́т францу́зского Онта́рио, Французский университет Онтарио или Франко-онтарийский университет (фр. Université de l'Ontario français, устоявшийся перевод на английский или русский языки отсутствует; сокращенно UOF) — франкоязычный государственный университет в Торонто, Онтарио, Канада. Как следует из названия, университет ориентирован преимущественно на франко-онтарийцев, составляющих заметную долю населения преимущественно англоязычной провинции.
Университет был официально учреждён Законодательным собранием Онтарио в апреле 2018 года, первую академическую программу предложил в сентябре 2019 года. Вуз планировал принять первую группу студентов дневного отделения в 2021 году.

## История
Создать франкоязычный университет в центральном и юго-западном Онтарио предложили в 2010-е годы несколько инициативных групп франкоонтарийцев, в том числе Франкоязычная ассамблея Онтарио, опубликовавшая 3 октября 2014 года доклад, в котором было рекомендовано создание университета для франкофонов провинции. В порядке частной инициативы законопроект о создании франкоязычного университета был позже внесён в Законодательное собрание Онтарио 26 мая 2015 года. Однако законопроект не был принят, поскольку законодательный орган был тогда распущен.
Законопроект был повторно внесён в порядке частной инициативы 21 сентября 2016 года после повторного созыва законодательного собрания. 22 сентября был создан комитет по планированию, чтобы помочь в создании учреждения; в его состав вошли бывший федеральный комиссар по официальным языкам, представители других университетов Торонто, включая Университет Райерсона и Торонтский университет; президент провинциальной французской общественной телерадиовещательной компании TFO и члены других франкоязычных организаций Онтарио. Закон о французском университете Онтарио, 2017 г. был принят 14 декабря 2017 года и официально вступил в силу 9 апреля 2018 года. Норман Лабри был назначен временным президентом учреждения 4 июля 2018 года; и занимал эту должность до августа 2020 года, когда Андре Рой занял должность первого официального президента университета. Члены совета управляющих университета были назначены 31 декабря 2018 года.
Однако сформированное вскоре после всеобщих выборов в Онтарио в 2018 году правительство прогрессивных консерваторов во главе с Д. Фордом объявило о планах отменить финансирование создания учреждения. Вопрос финансирования стал ключевым моментом в отношении франко-онтарийцев в отношении к новому правительству; исторически эта группа населения Онтарио голосует за либеральную партию, которая поддерживает франкоязычные проекты, в то время как преимущественно англоязычные прогрессивные консерваторы воспринимают эти проекты как накладные для бюджета и стремятся их урезать. Франкоязычная депутат Аманда Симард в знак протеста против решения правительства вышла из Прогрессивно-консервативной партии и стала одним из ключевых критиков Форда (с 2020 года — член Либеральной партии Онтарио).
Тем не менее, в сентябре 2019 года правительства Онтарио и Канады объявили, что подписали меморандум о взаимопонимании, в соответствии с которым оба правительства предоставят 126 миллионов канадских долларов для финансирования учреждения в течение следующих восьми лет.
В сентябре 2019 года университет предложил свою первую академическую программу — педагогики высшего образования, предлагаемую студентам-преподавателям в оттавском колледже Collège La Cité. Окончившие программу получили первые сертификаты об окончании вуза. Осенью 2021 года учреждение планировало принять первую группу из 300 студентов на дневное отделение.

## Кампус
Французский университет Онтарио расположен в центре Торонто, недалеко от берега озера Онтарио. Университет планировал разместить свой первый кампус по адресу Лоуэр-Джарвис-Стрит 9, в высотном здании в районе Ист-Бэйфронт в центре Торонто. Вуз планировал сдать в аренду 4654 м² помещений здания. Кампус планировалось открыть к июню 2021 года.

## Учебные программы
Официальный язык обучения в университете — французский. Университет стал первым государственным университетом провинции, где французский язык является единственным официальным языком учебного заведения.